# لیو جو
لیو·جو (انگلیسی: Liu·Jo) یک شرکت مد است که در سال ۱۹۹۵ توسط برادران مارکی در کارپی مودنا، ایتالیا تأسیس شد.

## علامت‌های تجاری
- لیو جو
- لیو جو - آپ کالکشن
- لیو جین
- لیو جو لوازم جانبی
- لیو جو کفش
- خانه لیو جو
- لوکس لیو جو
- لیو جو بیبی
- لباس زیر لیو جو
- لیو جو بیچویر
- لیو جو اسپورت
- ربل کوئین
- لس پلومس

## مدل‌ها
- کیت ماس - سوپر مدل بریتانیایی
- فرانچسکا پیچینینی - بازیکن تیم ملی والیبال ایتالیا
- ارین هیثرتون - سوپر مدل آمریکایی
- تری همینگوی - سوپر مدل آمریکایی

## باشگاه
باشگاه والیبال زنان لیو جو (اِل جِی) با حمایت برند لیو جو در سال ۲۰۱۲ تأسیس شد و در حال حاضر در سری آ والیبال ایتالیا حضور دارد.